# らくだ/ヤシの木かげ
「らくだ／ヤシの木かげ」（らくだ／やしのこかげ）は、1986年6月21日に発売された爆風スランプ6枚目、初の両A面シングル（12インチ・シングル）。
爆風スランプのシングル・コレクションは「SINGLES」「GOLDEN☆BEST 爆風スランプ ALL SINGLES」2作あるが、前者は「ヤシの木かげ」、後者は「らくだ」のみ収録。

## 概要
両面共にオリジナル・アルバム未収録曲。
レコード盤ジャケットのイラスト（らくだ）を描いたのはパッパラー河合とクレジットされている。
「Ultimate 12inch Singles」（1988年7月21日）で初CD化。12インチ・シングル版と比べ、この2曲は共に10秒ほど、合わせて収録された「嗚呼、武道館」は1分ほど、いずれも短いShort Edited Version。

## 収録曲
12インチ・シングル
1. 本能の雄叫びサイド
らくだ
作詞：サンプラザ中野　作曲：ファンキー末吉　編曲：福田裕彦/爆風スランプ
2. 明日への架け橋サイド
ヤシの木かげ
作詞：サンプラザ中野　作曲：江川ほーじん/エビゾウ　編曲：新田一郎

Ultimate 12inch Singles
1. らくだ
2. ヤシの木かげ
3. 嗚呼、武道館
作詞:サンプラザ中野/パッパラー河合　作曲・編曲:バナナ

## 収録アルバム
- SINGLES (#2)
- GOLDEN☆BEST 爆風スランプ ALL SINGLES (#1)
- 40th Anniversary BEST IKIGAI 2024 (#1)